# Осорио, Диего
Диего Леон Осорио Рендон (исп. Diego Leon Osorio Rendón; род. 21 июля 1970, Медельин) — колумбийский футболист, защитник. Участник летних Олимпийских игр (1992).

## Карьера

### Клубная карьера
Во взрослом футболе дебютировал в 1989 году в клубе «Индепендьенте Медельин», за который выступал на протяжении одного сезона, после чего присоединился к команде «Атлетико Насьональ».
Вместе с клубом дважды становился чемпионом Колумбии в сезонах 1990/91, и 1993/94, а также стал обладателем Межамериканского кубка в 1995 году. В 1996 году ненадолго перешёл в клуб «Индепендьенте Санта-Фе», после чего вернулся в «Атлетико Насьональ», где и завершил карьеру футболиста в 1998 году.

### Карьера в сборной
В 1991 году дебютировал в официальных матчах с составе национальной сборной Колумбии. В следующем году он вошёл в состав команды, которая представляла страну на футбольном турнире летних Олимпийских игр в Барселоне.
Всего в составе национальной команды принял участие в 17 матчах, не отметившись забитыми мячами.

## Дальнейшая жизнь
В августе 2002 года Осорио был задержан в Майами, штат Флорида, США, по подозрению в торговле наркотиками. Он был вновь арестован в октябре 2016 года в колумбийском городе Богота.

## Достижения
«Атлетико Насьональ»
- Чемпион Колумбии: 1990/91, 1993/94
- Обладатель Межамериканского кубка: 1995